# 斯文·兰德贝里
斯文·兰德贝里（瑞典語：Sven Landberg，1888年12月6日—1962年4月11日），瑞典男子体操运动员。他曾获得1908年夏季奥运会男子团体全能金牌和1912年夏季奥运会男子团体瑞典体操金牌。